# 204
|  | Aquest article tracta sobre l'any. Si cerqueu el nombre, vegeu «Nombre 204». |

El 204 fou un any de traspàs començat en diumenge del calendari julià. En aquell temps, era conegut com a any del consolat de Ciló i Flavi (o, més rarament, any 957 ab urbe condita). L'ús del nom «204» per referir-se a aquest any es remunta a l'alta edat mitjana, quan el sistema Anno Domini esdevingué el mètode de numeració dels anys més comú a Europa.

## Naixements
- Felip l'Àrab, emperador romà (data aproximada; r. 244-249)